# سباستيان سيلفا
سباستيان سيلفا (بالإسبانية: Sebastián Ignacio Silva Pérez)‏ (16 يوليو 1991 بسانتياغو في تشيلي - ) هو مدرب كرة قدم ولاعب كرة قدم تشيلي في مركز الدفاع. لعب مع أوداكس إيتاليانو وسان لويس دي كويلوتا.

## وصلات خارجية
- سباستيان سيلفا على موقع قاعدة بيانات كرة القدم.إي يو (الإنجليزية)
- سباستيان سيلفا على موقع Soccerway.com (الإنجليزية)
- سباستيان سيلفا على موقع AS.com (الإسبانية)